# Béla Bollobás
Dans le nom hongrois Bollobás Béla, le nom de famille précède le prénom, mais cet article utilise l’ordre habituel en français Béla Bollobás, où le prénom précède le nom.
Béla Bollobás, né le 3 août 1943 à Budapest, est un mathématicien hongrois qui a travaillé dans des domaines variés des mathématiques, comprenant l'analyse fonctionnelle, la combinatoire et la théorie des graphes. Il reçut le prix Whitehead Senior de la London Mathematical Society en 2007. Il est également l'auteur de plus de 300 articles.

## Biographie

### Formation
Il reçut son premier doctorat en 1967 pour des travaux en géométrie discrète, puis passa un an à Moscou avec le mathématicien russe Israel Gelfand. Après avoir passé un an à l'université d'Oxford, il alla à celle de Cambridge où il reçut son second doctorat, en 1972, en analyse fonctionnelle. Sa thèse, Banach Algebras and the Theory of Numerical Ranges, fut effectuée sous la direction de Frank Adams.

### Carrière
Membre externe de l'Académie hongroise des sciences, il est un « fellow » du Trinity College de Cambridge et professeur à l'université de Memphis en tant que titulaire de la chaire Jabie Hardin. Bollobás est connu pour son apport à la combinatoire, sur laquelle il a écrit de nombreux livres, et pour exposer son approche combinatoire. Parmi ses anciens étudiants se trouvent :
- William Timothy Gowers, professeur au département de mathématiques et statistiques à l'université de Cambridge, ayant obtenu en 1998 la médaille Fields pour ses recherches en analyse fonctionnelle et en combinatoire. Bollobás fut son superviseur de thèse en 1990 ;
- Imre Leader, professeur de combinatoire à l'université de Cambridge ;
- Charles Read et Jonathan Partington, enseignants tous deux à l'université de Leeds ;
- Penny Haxell, professeure au département de combinatoire et d'optimisation de l'Université de Waterloo.

Bollobás a écrit 18 articles avec Paul Erdős, ce qui lui donne un nombre d'Erdős de 1. Il prouva de nombreux résultats sur les graphes aléatoires, par exemple que le nombre chromatique d'un graphe aléatoire à {\displaystyle \scriptstyle n} sommets est asymptotiquement presque sûrement égal à {\displaystyle \scriptstyle {\frac {n}{2\log n}}}. Il établit également un grand nombre de théorèmes sur les systèmes d'ensembles, comme l'inégalité LYM.

### Loisirs et vie privée
Sportif, Bollobás représenta l'université d'Oxford au pentathlon moderne et l'université de Cambridge à l'escrime. Sa femme, Gabriella Bollobás, est une sculptrice et peintre.

## Livres
- (en) Extremal Graph Theory, London Mathematical Society Monographs 11, Academic Press, London-New York-San Francisco, 1978
- (en) Graph Theory – An Introductory Course, GTM, Springer, New York-Heidelberg-Berlin, 1979
- (en) Combinatorics – Set Systems, Hypergraphs, Families of Vectors, and Combinatorial Probability, CUP, Cambridge 1986
- (en) Linear Analysis – An Introductory Course, CUP, 1990
- (en) Modern Graph Theory, GTM, Springer, New York-Heidelberg-Berlin, 1998
- (en) Linear Analysis: An Introductory Course, 2e éd., CUP, Cambridge, 1999
- (en) Random Graphs, 2e éd., CUP, Cambridge, 2001
- (en) Extremal Graph Theory, Dover, 2004